# マウントカー
マウントカーは、かつて九州産業交通（現：九州産交バス）が阿蘇山の観光路線で運行していた、特別設計のバスの名称である。

## 概説
1964年10月、折しも東京オリンピックや東海道新幹線の開業などもあり、全国的に観光客が急増していた時期、九州産業交通では阿蘇中岳火口の観光ルート開発のために、阿蘇山ロープウェーの阿蘇山西駅と仙酔峡ロープウェイの火口東駅（どちらのロープウェイも当時は九州産業交通グループだった）を結ぶ路線バスを運行することになった。
しかし、活火山である阿蘇中岳の火口近くでは、火山弾が飛来する可能性もあったため、使用するバスにも安全上の対策が求められることになったため、特別な仕様のバスが考案製造された。

### 運行系統・運賃
阿蘇山西駅 - （ロープウェイ） - 火口西駅 - 火口縁 - （マウントカー） - 火口東駅 - （ロープウェイ） - 阿蘇山東駅
上記区間を総称し「阿蘇ハイライン」と呼んでいた。(阿蘇山西駅 - 火口西駅 ロープウェイ4分 110円　火口西駅 - 火口縁 徒歩　阿蘇火口東 - 火口縁 18分 100円　ロープウェイに接続して 8:30 - 17:00まで運行　阿蘇火口東 - 阿蘇山東駅 ロープウェイ6分 200円） 
- 時刻、運賃は1970年頃のもの。 火山活動の影響で火口西駅付近が立入禁止になったときは、火口東駅と阿蘇山西駅を直接結んでいた。当時の道路は地図上で確認することができる。

## 仕様
初代のマウントカー（三菱6W100改など）の特徴は以下の通りである。
- 前1軸・後輪2軸の全輪駆動車。これは、ダンプカーのシャーシにバス車体を架装したものであった。
- 窓ガラスには防護カバーを取り付けた。このため、側面にバス窓状の小窓が並ぶ、一般のバスと比べて異質な外観になった。開口部を小さくしたのは、火山弾対策のためである。
- 屋根上にも鋼板を張り、強度を増加させた。

なお、運行開始当初はマウントカーの製造が間に合わず、通常のバスの駆動軸のみを2軸に改造した車両を「マウントカー代用」として走行させていた。
1969年に増備された車両は通常のバス車両（三菱B800K）をベースにしており、さらに1977年に最終増備された車両は、三菱MP117Mをベースにした車両であった。いずれも全軸駆動ながら後輪1軸で、足回りに関しては通常のバスと同様の外観であったが、車体は初代の車両と同様、窓周りのカバーが異様であった。

## 運行と終焉
マウントカーが走行する道路はマウントカー専用道路で、一般車両や歩行者の立ち入りは禁止されていたこともあり、荒涼とした溶岩地帯を走るバスは観光客からは好評を博し、観光シーズンにはマウントカーはフル稼動となった。特殊仕様のバスゆえに台数は少なく、バス10数台を連ねて来る修学旅行客の対応には苦労したという。
1970年代後半に阿蘇中岳の火山活動が活発化した。1979年9月6日に阿蘇第一火口が爆発した際には、死者3人・負傷者11人を出す大災害となった。この時、ロープウェイの火口東駅舎にも被害が出たが、駅舎は爆風によりガラスが吹き破られ、噴火に備えて重厚に作られていた厚さ25cmの鉄筋コンクリート壁にも、火山弾により穴が開いてしまったほど激しいものであった。これほど激しい噴火災害は1958年6月24日に死者12名・負傷者28名を出して以来のことで、それはマウントカーの運行開始前だった。いかにマウントカーが通常のバスと比較して強度があるとはいえ、この規模の火山爆発事象に対しては無力に等しく、観光客の安全を確保することは出来なかった。
その後も火山活動は活発な状態が続いたため、1980年には路線は廃止され、マウントカーが通行する道路も通行禁止となった。
廃止後の車両はほとんどが一般路線車に改造され、最終増備車の1977年式のMP117Mも中扉増設し一般路線車となり玉名営業所へ配置、熊本～玉名線で晩年過ごした。改造後の外見は一般路線車両と全く変わらないスタイルであったため、かつて当車両が阿蘇山火口近隣を走っていたマウントカーだった事を知る者はあまりいなかった。
その後、全て廃車となっており、現存・保存車両はない。

## マウントカーの復活計画、及び専用道路の再利用
2004年3月に阿蘇中部3町村合併協議会がまとめた「阿蘇中部3町村合併にかかる阿蘇市建設計画」においては、地域別ワークショップで挙げられた取り組むべき課題として、「仙酔峡ルートの２車線化とマウントカーの配備」への言及があった。また、合併後の阿蘇市の「阿蘇市総合計画」においては、素案において「現在利用されていないマウントカー道路を再利用した西口駅と東口駅の連携」が挙げられていた。しかし、2011年3月に決定した「阿蘇市総合計画」ではマウントカー及びマウントカー道路への言及はなくなっている。